# Bestiaire d'Amour
 (décembre 2016).
Le Bestiaire d'Amour est une œuvre en prose de  Richard de Fournival rédigée vers 1245 et qui connut un immense succès au XIIIe siècle.

## Caractéristique de l’œuvre
C'est une œuvre en prose originale qui connut une fortune européenne considérable et immédiate. Le Bestiaire d’Amour, est une œuvre d’une invention ingénieuse, ayant pour objet d’exhorter les dames à aimer.
Avec Richard de Fournival, un nouveau type de bestiaire est né, l'énoncé de la nature et des propriétés des animaux ne sert plus à développer un enseignement moral ou religieux.
Sur le modèle, mais en marge des bestiaires moralisés, Richard de Fournival  adapte le symbolisme animal à une casuistique courtoise qui illustre sous une forme pseudo-autobiographique les étapes et les infortunes d’une quête amoureuse. Une soixantaine d’animaux, empruntés à la tradition zoologique antique et médiévale, viennent fixer, par l’image autant que par la valeur emblématique que l’auteur leur impose, les postures et les démarches de l’amant sincère et de la dame.
Le Bestiaire d'Amour de Richard de Fournival comprend les animaux suivants :
- Li cocs (le coq)
- Li asnes salvages (l'âne sauvage ou onagre)
- Li leus (le loup)
- Li crisnon (le grillon)
- Li cisnes (le cygne)
- Li chiens (le chien)
- La vuivre (la guivre)
- Li singes chauciés (le singe)
- Li corbiaus (le corbeau)
- Li lions (le lion)
- La mostoile (la belette)

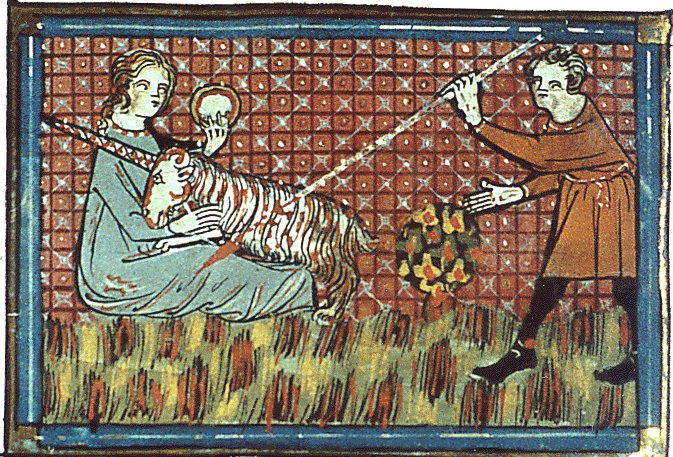
Le Bestiaire d'amour, la chasse à la licorne

- La kalandre (la caladre ou calandre)
- La seraine (les sirènes)
- Li serpens aspis (l'aspic)
- La merle (le merle)
- La taupe (la taupe)
- Le tygre (le tigre)

- Li unicornes (l'unicorne)
- La panthère (la panthère)
- La grue (la grue)
- Li paons (le paon)
- Li argus (l'argus)
- L’aronde (l'hirondelle)
- Li pellicans (le pélican)
- Li castors (le castor)
- Li espics (le pic)
- Li hyreçons (le hérisson)

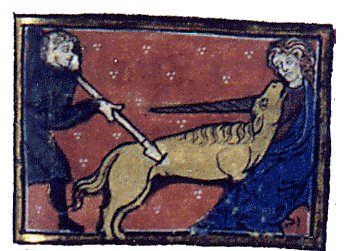
Bestiaire d'amour, enluminure, la chasse à la licorne

- Le cocodrille (le crocodile ou coquatrix)

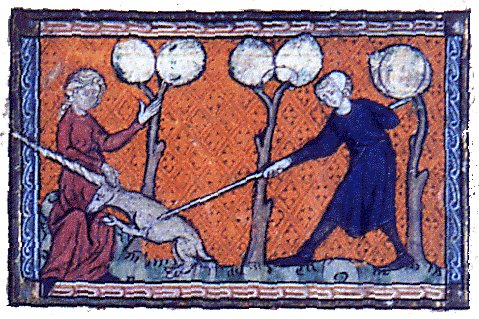
Illustration du Bestiaire d'Amour, la chasse à la licorne

- L’ydre (l'hydre)
- La singesse (la singesse)
- La serre (la serre)

- La torterele (la tourterelle)
- La pertrix (la perdrix)
- L’ostrisse (l'autruche)
- La chuigne (la cigogne)
- La huppe (la huppe)
- Li aigles (l'aigle)
- Li olifans (l'éléphant)
- Le dragon (le dragon)
- Les coulons (la colombe)
- La balaine (la baleine)
- Li gourpius (le renard)
- Li voutoirs (le vautour)

## Résumé duBestiaire d'Amour
Dans l’introduction, Richard affirme qu’un homme ne peut pas tout savoir tout seul, mais que tous les hommes peuvent tout savoir ensemble, et notamment au fil des siècles à travers la mémoire. La mémoire est sollicitée par deux « portes » : la vue et l’ouïe, c'est-à-dire l’image et la parole. En voyant des images de la guerre de Troie, ou en entendant cette histoire, c’est bien comme s’ils étaient réellement présents : « on entent les fais des preudommes aussi con s’ils fussent present. » 
Il justifie la rédaction du Bestiaire par son amour de la Dame, par une adresse directe, qui est sans cesse présente en lui, et veut être présent en elle-même dans l’absence, grâce à ces deux moyens : « que chis escris et par painture et par parole me rende a vostre mémoire comme present. » Cet écrit est parole puisque toute écriture devient parole quand on la lit, et elle est peinture, parce que les lettres sont peintes, et qu’il s’y trouve en outre des illustrations d’autant plus nécessaires qu’il parle d’animaux (qu’on se représente mieux par l’image).
Il inscrit également le Bestiaire dans la suite d’une correspondance commencée et qui a échoué à convaincre la Dame. Alors il fait un parallèle guerrier : le Bestiaire constitue les dernières forces du courtisan (l’arriereban), où il doit mettre toute sa hargne, et dire autrement ce qu’il a déjà dit – mais, dans le pire des cas, il aura au moins diverti sa Dame : « il me convient en cestui daerrain (ultime) escrit faire mon arriereban et dire du miex que je sai, savoir se vous le prenderiés en gré ; car mar m’amissiés vous ja, si sont che deus choses ou œil se doivent mout deliter a veoir, et mémoire a ramembrer, et oreille a oïr. »
Voici tous les parallèles qu'il fait entre le poète et la nature des animaux :
Le coq (coc) : l’oiseau chante avec plus de fréquence près de la tombée du soir ou du lever du jour, car ce sont mélanges de jour et de nuit, c'est-à-dire de désespoir sans perte d’espoir ; mais il chante plus fort à l’approche de minuit, car il n’y a plus d’espoir. Ainsi, maintenant que le poète n’a plus d’espoir, il chante « plus forment ».
L’âne (asne) : qui a « plus laide vois et orible », ne chante que quand il a une faim extrême.
Le loup (leu) : 
1. Si l’homme le voit avant, il perd toute sa force ; si le loup voit l’homme avant, celui-ci perd la voix. Ainsi donc, si le poète découvre l’amour de la femme, et sait le lui faire avouer, alors elle n’aura pas la capacité de se refuser à lui. Mais lui-même n’a pas su être suffisamment patient, s’est déclaré trop tôt, et en a perdu la voix ; c’est d'ailleurs pourquoi il écrit, et ne chante pas.
2. Le loup a un cou si raide qu’il ne peut se retourner sans retourner tout son corps : ainsi de la dame qui ne peut se donner que tout entière.
3. Il ne s’empare jamais d’une proie près de sa tanière : ainsi la femme aime l’amant loin, mais n’en montre rien quand il est près.
4. Il entre le plus silencieusement possible dans la bergerie et s’il marche sur une brindille, il se venge sur sa patte responsable en la mordant très fort : ainsi de la Dame qui veut savoir les sentiments de l’amant et ne veut pas dévoiler les siens, et s’arme de très solides défenses, et se venge si elle y échoue.

Le grillon (crisnons) : il aime tant son chant, et chanter, qu’il en oublie de manger. Cela met en garde le poète, qui s’est lui-même rendu compte qu’au moment où il chantait le mieux, il était le plus mal.
Le cygne (cisne), qui vient du latin canere (chanter) : son plus beau chant s’entend quand il meurt ; ainsi, il faut avoir peur de la beauté du chant de l’amant. Ce sont deux autres raisons pour lesquelles il a abandonné le chant pour l’écriture.
Le chien (chien) : il remange ce qu’il a vomi, et le poète voudrait cent fois ravaler sa prière d’amour d’antan qui lui a fait perdre sa Dame (cf le loup et la primauté du regard).
Le serpent (li wivre) : fuit l’homme nu par grand effroi, et se précipite sur lui lorsqu’il est vêtu. Or, la Dame était timide et apeurée, lorsqu’elle ne le connaissait pas encore, et le noie de paroles depuis qu’elle lui connait son amour. Car l’homme amoureux est un homme vêtu d’amour, qui est effrayé par son amour et par le blâme potentiel.
Le singe (singe) : est connu pour « contrefaire canques il voit faire canques il voir » (tout ce qu’il voit faire), et les chasseurs le trompent en se chaussant et se déchaussant devant lui pour qu’il mette lui-même des chaussures qui l’empêcheront de s’enfuir. Ainsi, comme l’homme, tant qu’il est nu(-pieds), le singe est libre, mais quand il aime, il devient captif. L’homme vêtu est à la fois le singe bientôt captif et celui attaqué par le serpent.
Le corbeau (corbel) : 
1. Le corbeau ne regarde ni ne nourrit ses petits tant qu’ils sont sans plumes et ne lui ressemblent pas ; les corbillots se nourrissent alors de rosée. Ainsi la Dame aurait dû faire : maintenant que l’amant est revêtu d’un écusson à ses armes, elle devrait le nourrir de son amour.
2. La nature du corbeau ressemble à celle de l’amour : il mange les yeux du mort pour atteindre ensuite la cervelle, « et con plus en i a, plus en i prent ». Ainsi de l’homme qui est amoureux d’abord par les yeux.

Le lion (lion) : 
1. si un homme passe devant le lion qui mange sa proie, celui-ci ne l’attaquera que si l’homme le regarde ; en effet, le lion est apeuré par l’homme, et veut le cacher en l’attaquant. Ainsi de l’amour, qui ne court à aucun homme à moins que celui-ci ne le regarde.
2. Comme le corbeau, l’amour prend d’autant plus d’intelligence et de sagesse qu’il en trouve dans la cervelle de l’amant. Ainsi, l’amour ressemblant davantage au corbeau, la femme devrait adopter la seconde nature de celui-ci plutôt que celle du singe ou du serpent en matière d’habit.

La belette (moustoile) : 
1. Elle conçoit par l’oreille et enfante par la bouche, comme la femme à la tête percée, si bien que ce qui entre par une oreille sort par l’autre, et « c’est là où elles aiment qu’elles se dérobent ». Ainsi des femmes qui tombent amoureuse par l’ouïe mais se dérobent par la parole.
2. La belette emmène vite ailleurs ses enfants de l’endroit où elle a enfanté, par peur de ses ennemis ; ainsi de la Dame qui cherche toujours à éviter le sujet d’amour, comme si elle avait peur d’être prise.
3. Elle sait ressusciter, on ne sait comment, ses petits morts.

La calandre (calendre) : si cet oiseau regarde un malade droit au visage, c’est qu’il guérira ; s’il détourne son regard, alors il mourra. Or, la Dame l’invite à ses côtés à condition qu’il n’évoque par la raison de sa maladie (l’amour), et sans le regarder jamais au visage. Et le poète se dit bel et bien mort, puisqu’il n’y a plus d’espoir à son amour.
La sirène (seraine) : il y en a trois sortes : deux sont moitié femme, moitié poisson, une femme-oiseau ; les unes chantent avec une trompette, d’autres une harpe, et les dernières avec leurs seules voix. Elles attirent les hommes avec leur musique, les endorment et les tuent endormis. Ainsi du poète, qui est cependant seul coupable : « et dirai que jou meismes me suis mors », car s’il fut attiré par son chant, il eût dû faire preuve de la sagesse de l’aspic gardant le baume.
Le serpent (aspic pour cobra) : il garde un arbre duquel coule un baume, et dont personne n’approche par peur de lui. On veut l’endormir avec une harpe ou un autre instrument, mais il se bouche une oreille avec le bout de sa queue, et l’autre avec de la boue, en se frottant contre terre. L’amant eût dû faire pareil, au lieu de quoi il s’est laissé endormir par le chant de la sirène – car le chant (la voix) est si merveilleuse qu’elle berce facilement.
Le merle (merle) : ainsi garde-t-on le merle en cage, malgré sa laideur, car, durant les deux mois où il chante, il fait entendre la plus merveilleuse voix.
Digression sur les cinq sens : il existe cinq sens en l’homme (« ce sont veoirs, oïrs, flairiers, gousters et touciers »). Si la nature prive une créature de l’un de ceux-là, alors cet absence est compensée par la performance d’une autre : personne ne voit mieux qu’un aveugle, lequel entend le mieux, personne n’a meilleur goût que le punais. Cependant (héritage d’Aristote), c’est la vue le meilleur des sens, que l’on ne peut remplacer que par la voix (donc la voix remplace la vue). En outre, la voix répare le défaut du sens même auquel elle sert, l’ouïe, à l’aide d’un autre sens (le toucher, dans l’exemple des abeilles : donc la voix remplace l’ouïe via le toucher). Enfin, il existe cinq bêtes qui surpassent toutes les autres par l’un des cinq sens : la taupe pour l’ouïe, le lens (un « vers » pour les copistes, plus sûrement un lynx) pour la vue, le vautour (voltoir) pour l’odorat, le singe pour le goût, l’araignée pour le toucher.
La taupe (taupe) : c’est elle qui entend le mieux, car elle ne voit goutte et elle ne mange que de la terre.
Digression sur les quatre éléments : il y en a quatre : « fus, airs, eve, et terre », qui sont chacune l’une la nourriture exclusive d’un animal : la taupe mange de la terre pure, le hareng vit d’eau pure, le pluvier d’air pur, et la salamendre de pur feu.
Les abeilles (les es) : prouve la puissance du chant, car, même sans oreilles, lorsqu’une musique passe près d’elles, leur ouvrage n’en est que meilleur. D’après Richard, c’est grâce au toucher que la voix est sentie.
Le tigre (tigre) : les chasseurs, pour prendre ses petits, placent un miroir sur sa route afin qu’il oublie sa progéniture en contemplant sa propre beauté.
La pantère (pantiere) : son haleine est si douce que les bêtes la suivent jusqu’à la mort – ainsi de l’amant qui fut pris également par l’odorat.
La licorne (unicorne) : la licorne est un animal des plus dangereux, car sa corne nasale détruit toute armure. Mais elle est attirée par l’odeur des pucelles, que mettent les chasseurs sur son chemin pour la tuer sans difficulté. Ainsi Amour a-t-il mis sur le chemin de l’amant la jeune vierge, pour le faire mourir d’un « désespoir sans attente de merci » (« desesperanche sans atente de merchi »). L’amant est pris par l’ouïe, la vue et l’odorat ; il manquerait deux sens (« au gouster en baisant et au touchier en acolant ») pour être tout à fait endormi et promis à une mort certaine, comme la licorne ou le marin de la sirène.
La grue (grue) : quand les grues dorment, elles font se relayer un guet qui veillent sur toutes les autres ; et puisque sa nature veut qu’elle ne puisse dormir qu’en ayant plein équilibre, celle qui veille prend des petites pierres dans ses pattes pour rester instable. Ainsi l’amant aurait-il dû faire : la grue symbolise la prudence, « qui doit protéger toutes les autres vertus », et les pieds symbolisent la volonté, car on avance avec ses pieds ainsi que l’âme chemine d’une idée à une autre.
Le paon (paon) : le paon est inutile sans sa queue, qui est en outre symbole de prudence, car, en étant derrière, elle signifie ce qui est à venir, comme la présence de nombreux yeux signale son attention à cette venue. Mais l’amant qui serait pourvu d’autant d’yeux s’endormirait au pouvoir du chant... Confère la légende « laïcisée » d’Io : Argus gardait la vache qu’une dame aimait plus que tout au monde. Le vacher avait cent yeux, et ils se reposaient deux par deux – ainsi, toujours en éveil. Mercurius réussit à voler la vache en l’endormant à l’aide des sons sortis d’une « longe vergue crosee ».
Le lion (bis) : une autre de ses natures confirme la queue comme symbole de la prudence : lorsqu’on le pourchasse, le lion efface ses traces à l’aide de sa queue pour perdre ses ennemis. Ainsi l’amant doit-il avoir la pourveanche de s’entourer de précautions à même de sauvegarder son honneur et sa réputation.
L’hirondelle (aronde) : si on lui vole ses petits et on leur crève les yeux avant de les remettre dans leur nid, alors elle saura, par un remède inconnu, leur rendre la vue avant leur taille adulte (« anchois qu’ils soient parcreu »). Ainsi, il doit bien exister un remède pour l’amant endormi promis à la mort ; mais ce remède-là est également inconnu du poète. Cependant, il existe un remède connu, son espoir : par exemple, le lionceau naît mort, et le lion le ressuscite au troisième jour en rugissant au-dessus de lui. Ainsi peut-il espérer que la Dame rugisse au-dessus de lui pour ressusciter.
Le pelican (pellican) : le pélican use également d’une méthode connue : il aime ses oisillons d’un grand amour, et veut jouer avec eux, qui prennent tant confiance qu’ils lui tapent les yeux de leurs ailes, ce que le parent prend pour un manque de respect et les punit en les tuant. Mais il s’en repent tout de suite : il s’ouvre le flanc avec son bec pour arroser les dépouilles de son sang et les faire revivre. Ainsi la Dame a fait : elle a pris pour un manque de respect les paroles du poète, et l’a tué ; ainsi pourrait-elle faire, en le ressuscitant avec sa bonne volonté, en lui donnant ce cœur qui « git sur le flanc ».
Le castor (castoire) : il est pourchassé pour ses testicules, qui sont un médicament – comme le cœur de la Dame. Ainsi se les coupe-t-il lui-même avec ses dents quand il se sent piégé par la traque. Pour se délivrer de l’amant, la Dame pourrait de même offrir son cœur.
Le pivert (espés) : c’est un oiseau qui fait son nid dans un trou déjà fait d’un arbre creux. Si on lui en bouche l’ouverture, alors sa nature sait une herbe qui a le pouvoir de faire sauter cette cheville par une simple apposition. Ainsi l’amant voudrait-il cette herbe pour pouvoir ouvrir le flanc de la Dame, et avoir son cœur. Cependant, cette herbe n’est pas la raison, puisqu’il n’y en a que deux sortes : 
- la raison de paroles ne peut pas dépasser la mauvaise volonté de la Dame qui refuse d’aimer ;

- la raison de fait montre que l’amant ne vaut pas du tout la Dame, et lui fait perdre la cause.

Mais ce n’est pas non plus la miséricorde (merchi) ou la prière (proiere), car l’amant a tant prié et tant imploré merci qu’il eût ouvert le flanc depuis longtemps. Et sans le cœur de la Dame, le poète est mort : 
« et si n’i a autre medicine a moi eskiver de mort ke del vostre cuer avoir, dont est chou aperte cose ke jou sui mors sans recouvrier, c’est voirs ».
L’hirondelle (bis) : l’hirondelle fait tout en volant (manger, boire, nourrir ses petits), et ne craint ainsi aucun prédateur. La femme fait de même, et elle aime l’amant tant qu’elle le voit.
L’hérisson (hirechon) : il peut se rouler en boule pour se protéger de ses épines, et il s’en sert aussi pour piquer des fruits et les apporter à ses petits. Le poète désirerait peut-être voir la Dame rencontrer une telle personne, qui le vengerait de son mal d’amour. Mais en même temps,
« j’ameroie miex qu’ele fust morts et je mors qu’ele amast autrui que mois puis qu’ele m’aroit escondit. Que vauroie je dont ? Qu’ele n’amast anchois ne moi n’autrui. » (qu’elle n’aimât plutôt ni moi ni un autre).
Le crocodile (cocodrille) : le crocodile, quand il trouve un homme, le dévore, puis le pleure jusqu’à la fin de ses jours. Ainsi voudrait le poète voir le repentir de la Dame, car il serait justement vengé : par son repentir (« car une courtoise manière de venganche est de repentanche, et bel se venge de son anemy qui le maine dusc’au repentir »).
L’hydre (ydre) : 
1. elle déteste le crocodile et profite de son malheur, après qu’il a mangé un homme, pour se maculer de boue et se faire avaler par lui. Une fois à l’intérieur, elle mange ses entrailles et le tue. « li ydres qui a pluseurs testes senefie l’ome qui a tant d’amies con il a d’acointanches. », ces hommes qui font semblant d’offrir leur cœur ou une partie à des Dames, pour mieux les tromper (cf jeu de la briche, p. 235).
2. Lorsqu’on lui coupe la tête, deux en repousseront ; ainsi, si la Dame trompe l’homme, celui-ci la trompera sept fois en retour. Elle doit donc se protéger des beaux parleurs qui lui diront : « Dame, aidiés me a valoir ! Dame, souffrés que je soie vostre chevaliers ». Celui-ci voudra entendre ses louanges chantés et connus de toute la foule, au mépris de la bienséance et de la discrétion courtoise.

La vipère (wivre) : le mâle enfonce sa tête dans la femelle, qui la lui coupe avec ses dents, et enfante par le flanc grâce à cet expédient ; ainsi le petit naît de la mort de ses parents. Idem des mauvais amants qui « publient à tous les échos le nom de celles qui les aident à acquérir de la valeur, ou plutôt ceux qui leur donnent la vie ».
Le singe (bis : singesse, femelle) : quand elle a deux enfants, elle aime les deux d’un amour de mère, mais en préfère un, comme si elle haïssait l’autre. Or, quand elle est pourchassée, elle met celui qu’elle hait sur son dos (il se tient à elle), et porte l’autre dans ses bras ; elle court d’abord sur deux jambes, mais finit par fatiguer et utilise ses quatre membres. Alors elle doit lâcher celui qu’elle tient, càd celui qu’elle aime. Ainsi le poète voudrait-il voir la relation Dame-amant-concurrent : lui la tenant, c’est lui qui sera sauvé ; mais le concurrent la tient selon sa volonté, et sera perdu.
La serre (serre) : c'est un animal marin d’une très grande taille, avec des plumes tranchantes comme le rasoir. Elle aime à mesurer sa vitesse avec un navire, mais dès que le souffle lui manque, elle a en honte et abandonne tout de suite en s’enfonçant dans la mer. Ainsi fait l’ennemi : il suit la Dame tant que tout lui convient, mais à la première contrariété, il s’enfuit ; c’est donc la Dame qui le tient, et non pas lui qui s’accroche à elle. Le poète, au contraire, a prouvé au cours de ses colères qu’il lui était fidèle, quoiqu’il advînt.
La tourterelle (tourterele) : la tourterelle reste éternellement fidèle à son mâle, même s’il meurt, ainsi que le fait le poète avec sa Dame.
La perdrix (pertris) : elle vole les œufs d’une autre perdrix et les couve. Mais quand les petits peuvent voler, ils reviendront vers celle qui les a enfantés en reconnaissant son cri, et la suivront tout au long de leur vie. Or, « li prendres est li ponres, et li couvers li retenirs » (prendre, c’est pondre et couver, c’est retenir), car l’œuf pondu est dépourvu de vie tant qu’il ne sera pas couvé, et ainsi l’homme amoureux reste mort tant qu’il n’est pas « retenu comme ami. » Le poète fut engendré par la Dame (puisqu’il est amoureux d’elle), et s’il devait être couvé par une autre (c’est-à-dire aimée d’une autre), il reviendra vers celle-là à la faveur de son cri (= ses paroles). Mais il craint de ne jamais voir son œuf couvé, ce qui le promettrait à la mort ; car des femmes perdent l’envie de l’aimer, sachant qu’elles perdront leur mise.
L’autruche (ostrisse) : elle abandonne son œuf dans le sable, mais le soleil nourrit celui-ci de sa chaleur, donc le couve jusqu’à la naissance de l’oisillon. Ainsi de l’amant abandonné par sa Dame et réchauffé par la seule gaité de cœur que Dieu donne à tous, qui ne vaut cependant pas le lait ou l’aile maternelle.
La cigogne (choinne) : une fois adultes, les cigogneaux nourriront leur mère aussi longtemps qu’elle les a nourris.
La huppe (huple) : la huppe ne peut pas muer seule comme les autres oiseaux ; ce sont ses petits qui lui arrachent les vieilles plumes, la couvent et la nourrissent le temps de sa mue, soit aussi longtemps que ce qu’elle avait couvé pour eux. Le poète sera une telle progéniture pour sa dame : il lui rendra ce qu’elle lui aura donné.
Digression sur l’amour, à partir de Bernard de Vendatour : « L’orgueil ne peut pas vivre dans la même demeure que l’amour. » : le rang de la Dame n’empêche pas une égalité parfaite dans leur amour, et même cet amour hausserait le poète au niveau de l’amante. Il l’encourage cependant à minorer son orgueil, parce qu’elle lui semble trop en avoir.
L’aigle (aigle) : son bec ne cesse de grandir et l’empêche à la fin de manger : il le brise et l’affûte alors de nouveau. Ce bec signifie l’orgueil qui se dresse contre l’amour.
Le crocodile (bis) : seul animal à bouger la mâchoire du dessus pour manger, ce qui représente le fait de dévoiler des choses (p. 263 de notre édition, 2009). La femme qui se dévoile à rebours pour se divertir est ainsi.
Le dragon (dragon) : le dragon ne mord personne, mais touche d’un venin en léchant sa langue ; il en sera ainsi des gens qui entendront l’amante parler avec légèreté de ses amours, puisqu’ils répéteront cette chose devant être cachée avec tout autant de légèreté, et provoqueront sa perte.
L’éléphant (olifant) : il ne craint que le dragon et enfante dans l’Euphrate (en Inde médiévale) pour s’en protéger, puisque celui-ci a peur de l’eau. Ainsi, l’eau représente aussi pourveanche, par sa nature de miroir.
La colombe (coulon) : la colombe se pose sur l’eau pour voir arriver à temps l’autour et fuir. La femme doit donc enfanter dans l’eau si elle veut se mettre à l’abri du dragon, i.e. ne pas faire trop attendre, d’une part l’amant qui pourrait, par désespoir, réaliser un acte qui révèle leur liaison, et d’autre part elle-même, qui pourrait avoir le désir d’en parler au premier venu, pour se divertir.
Une espèce de baleine, le cetus (une manière de balainne) : elle a un cuir qui a l’aspect du sable, sur lequel des marins accostent en pensant à une île. Dès qu’ils y font du feu, la baleine le sent et plonge dans la mer, pour les noyer. Ainsi doit on se fier le moins possible à ce qui semble le plus sûr, c'est-à-dire ceux-là qui répètent qu’ils sont dignes de confiance et qu’ils se meurent d’amour.
Le renard (houpiex, en langue d’oïl) : il se roule dans une boue rouge, s’étend la gueule ouverte et tire la langue pour tromper les pies qui veulent la lui manger. Il est donc semblable aux beaux-parleurs.
Le vautour (outoir) : il suit les armées parce qu’il sait qu’il y aura des hommes tués au bout. Il symbolise donc les faux amants qui suivent les dames pour tirer profit d’elles.

## La Response du Bestiaire
Le Bestiaire d'Amour de Richard de Fournival a donné lieu a une response, que l'on a longtemps crue être signée de la main du même auteur. Des recherches récentes ont cependant démontré que cela ne pouvait pas être le cas (voir l'introduction de Gabriel Bianciotto, Le Bestiaire d'Amour et la Response du Bestiaire, 2009).
Reste que cet écrit qui prolonge l'œuvre de Richard est significative, pour ce qu'elle dit de la réception du texte à l'époque médiévale, et la tentative de réinvestir ce Bestiaire iconoclaste dans le giron de la religion. En effet, si Richard s'était lui-même amusé à transgresser les natures de ses animaux pour en faire des signes amoureux, l'auteur (ou l'autrice ?) de la Response redirige ces natures vers le respect du divin. Elle renoue ainsi avec la tradition historique des Bestiaires, engagée par le Physiologus, traité d'édification populaire rédigé vraisemblablement en Egypte, à Alexandrie peut-être, à une date qui n'a pas pu être établie avec certitude, entre la fin du IIe et la fin du IVe siècle après J.-C.
Voici les natures décrites par la Response : 
L’âne : la Dame a grand besoin d’aide et peut donc braire comme lui.
Le loup : vue la première, elle doit rester sur ses gardes vis-à-vis du poète.
Le grillon : il ne lui faut pas écouter son chant, car le poète veut la soumettre à sa volonté (comme celui du cygne).
Le chien : elle ajoute à sa nature qu’il mange à sa faim puis fait provision du reste en le vomissant dans un lieu secret pour ses futurs besoins. Ainsi la Dame doit-elle prendre garde à ses biens (ayant été vue la première), et à stocker le surplus pour des temps plus difficiles.
La vipère & le singe : la Dame dément avoir vêtu le poète de son amour ; il reste donc nu, et elle en a peur, conformément à la nature du singe. Du reste, elle serait folle si elle s’approchait, l’ayant vu tendre ses lacets – et il fait bon aller nu-pieds.
Le corbeau : puisqu’ils sont en désaccord dans leurs manières d’être et leurs volontés, ils ne peuvent pas se nourrir l’un l’autre. Elle réfute en outre le parallèle entre corbeau et amour sur l’affaire des yeux, qui le rapprocherait plutôt de la haine, puisque les yeux sont les « membres » les plus utilisés par l’homme, surtout que c’est un moyen d’atteindre le cerveau, donc le lieu de l’intelligence.
Le lion : elle prendra bien garde à ne pas regarder ce qui pourrait lui nuire. Elle ajoute une nature : la lionne enfante une pièce de chair informe et le façonne avec sa langue. Ainsi fait la Dame avec une parole qu’elle n’a pas bien pensée : elle la façonnera grâce aux sages enseignements de son « cher maître ».
La belette : elle considère de haute senefianche sa nature, parce que nombreuses sont les personnes qui « conçoivent eux-mêmes telle chose qu’ils entendent, et dont l’enfantement est extrêmement douloureux et plein de périls. [...] Car en vérité, il n’est pas d’acte plus grave que puissent commettre l’homme et la femme que d’enfanter, c’est-à-dire de prononcer des paroles inopportunes, et qui peuvent causer la ruine d’un royaume. »
La calendre : si elle était aussi avisée que la calendre, elle ne se soucierait pas de cet enfantement dangereux.
La sirène : elle doit prendre garde de ne pas s’endormir à son chant.
L’aspic : doit prendre modèle sur lui, qui, puisqu’on ne peut l’endormir, garde toujours un œil sur ce qu’il doit garder.
Le tigre : les paroles du poète sont assimilables au miroir du chasseur, qui veut tromper sa proie pour qu’il s’y admire et se laisse prendre.
La panthère : la Response fait référence à la « vraie pantiere », c’est-à-dire celle extraite des bestiaires moraux : son haleine guérit la blessure d’une bête blessée, comme la Dame risque de l’être au contact du poète.
La grue : comme elle, la Dame doit rester sur ses gardes.
Le paon : sa queue à l’arrière montre bien qu’il faut se prémunir contre ce qui est à venir, et elle signifie aussi que les voyageurs des routes ne sont pas protégés par ce qui est derrière eux. Le nombre de ses yeux symbolise en outre la nécessité de se protéger de mille manières différentes.
Le lion : faire comme lui, effacer ses traces, pour plus de prudence.
Digression sur Argus : l’histoire d’Argus montre bien qu’il ne suffit pas d’avoir cent yeux, mais qu’il faut accompagner la vue du « souci de prévenir les événements, c’est-à-dire le soin de mettre en œuvre ce qui peut être nécessaire lorsque le besoin apparaît », ou encore : « que l’on se préserve de la mort, c’est que l’on ne perde pas son honneur, car qui perd son honneur est bien mort. »
Le pivert : salué par la Dame, car son intelligence lui permet de se sortir du malheur (cf l’herbe lui servant à déboucher son trou).
L’hirondelle : elle lui fait penser à ces gens qui débarquent en un lieu et veulent tout savoir sans rien dire d’eux-mêmes, mentant incessamment sur tous les sujets. Ils sont donc insaisissables comme l’oiseau.
L’hérisson : comme lui, beaucoup de gens ne peuvent être pris que par les épines. Cependant, ils finissent bien par être pris, et la Dame souhaiterait voir ces « hérissons » mourir par leurs propres aiguillons pénétrés dans leur corps.
Le chat (ajout de la Response : ca) : il est habituellement aimable et doux, mais si on lui tire la queue, il vous déchiquètera les mains avec ses griffes ; ainsi de ces personnages mielleux qui deviendraient à coup sûr méchants s’ils atteignaient leurs buts.
Le crocodile (cocatris) : il a beau pleurer celui qu’il a dévoré, cela n’est pas très utile à sa victime – il faut donc qu’elle s’en garde ! Perdant son honneur, trompée par un perfide amant, elle serait comme morte, et les larmes versées pour elle ne ressusciteraient pas son estime perdue.
« Ah, Dieu très cher ! Préservez-moi de ce crocodile car sur mon âme, j’éprouve de lui une peur telle que jamais je ne pourrais me sentir en sécurité. »
L’hydre (idre) : au contraire de cet animal, si elle devait perdre son honneur, elle n’en reprendrait pas le double.
La serre (serre) : elle voudrait cacher son déshonneur, en accablant d’autant plus celles dont il est connu ; mais à la fin, par volonté divine, la vérité triomphe, et elle devrait nécessairement de honte plonger au fond de la mer.
La tourterelle (tourterele) : nature absente du Bestiaire : si elle perd son mâle, elle n’ira plus jamais se poser sur un arbre vert. Ainsi d’elle si elle perdait son honneur : plus jamais ne pourrait-elle avoir de gaité en elle.
La perdrix (pertris) : elle ne sera pas aussi paresseuse qu’elle et prendra garde à ses œufs (i.e. son honneur), mais imagine deux raisons qui l’empêchent de couver : « ele ne puet mie endurer la paine de couver, ou il li sanle que ele ne les puet perdre, pour che que il repairent a leur vraie mere. » Qu’importe, elle ne pourra jamais autant les aimer que si elle les avait vraiment couvés.
L’autruche (ostrisse) : une fois ses œufs pondus, elle ne s’en soucie plus (ajout). En outre, elle serait folle si elle laissait ses œufs au poète, comme l’autruche le fait avec le soleil : il les couverait « d’une bien mauvaise manière ».
La cigogne (chogne) : ses petits, outre qu’ils la nourriront, arracheront les plumes de la mère trop vieille pour voler, et ainsi permettre sa mue.
Digression sur l’orgueil (dont le symbole est le bec de l’aigle) : il en faut nécessairement en tant qu’être humain, et cela la préserve des beaux parleurs, d’interposer ce « roc de cruauté que certains appellent orgueil ».
Digression sur la parole amoureuse : le véritable amant saura exprimer par ses actes, plutôt que par des paroles trop franches et trop engageantes, l’amour pour son amie.
Le dragon (dragon) : comparable à ces amants qui se disent saisis d’une douleur insupportable, « frappant de leur langue comme d’un fléau », en affirmant par exemple à leur Dame : « Amie, je me doeil, ou muir pour vous ; se vous ne me secourés, je suis traïs et me morrai ».
L’éléphant (olifant) : n’a peur que du dragon, et enfante pour cela sur une petite île au milieu d’un large cours d’eau, car le dragon est si chaud qu’il ne supporte pas l’eau (l’île est un ajout) ; son mâle surveille depuis la rive. La Dame aimerait que toutes les femmes soient aussi prudentes que cela, exigeant du dragon-amant des actions qu’il ferait à contrecœur, mais malheureusement : « il en existe qui croient tout ce qu’elles entendent, et qui se taisent au sujet de ce qu’elles voient. »
La colombe (coulon) : c’est l'un des oiseaux qui a le plus peur d’être capturé (ajout) ; elle nous enseigne qu’il faut rester au-dessus de l’eau (qui est un miroir) si nous avons peur de quelque chose.
Digression sur ces dragons-hommes qui disent se mourir d’amour : ils sont pires que les dragons, puisque ceux-ci se contentent de tuer la chose qu’ils touchent de leur langue ; mais les séducteurs provoquent, eux, la déchéance de la femme qui, touchée dans son honneur, s’emploiera à tromper une autre femme, par dépit, par orgueil ; et c’est le début d’une suite sans fin de femmes brisées, « et tout cela est principalement le fait de ce diable de dragon qui amène les femmes à être trompées de la même manière. » Parallèle avec les chasseurs qui se servent comme appeau d’un premier oiseau capturé pour attraper les suivants.
Une deuxième grande menace, c’est « chil dyables d’oisiaus de proie » comme le clerc (« clerc ») : ils sont si instruits et montrent tant d’élégance qu’ils peuvent séduire n’importe quelle femme. Il faudrait se faire aspic qui garde le baume ; et si on les écoute, alors il faudra se faire belette, pour concevoir par l’oreille.
La baleine (balaine) : les marins la prennent pour une île et y abordent ; ils font quelque chose qui ne lui plaît pas, et elle plonge au fond de l’eau, ce qui la fait mourir, puisque l’eau entre dans sa blessure ; elle va mourir sur le rivage, ce qui permet de l’attraper. Ainsi fait la femme : elle prend le clerc pour ce qu’il n’est pas, l’écoute, l’aime, et l’un comme l’autre sont la cause de leur propre déchéance ; lui aurait pu avoir une prébende dans la sainte Église, elle un chevalier d’une noble famille à son service.
Une dernière interjection à l’amant qui cherche sa proie, en le nommant Renart. Il fait le mort parce qu’il a faim ; et l’amant doit de même s’être adressé à la Dame motivé par un besoin quelconque.
Le vautour (voutoir) : sent une charogne à une journée de distance, même s’il n’a pas faim. Ainsi du poète, qui a dû entendre parler d’elle auprès de tous les gens qu’il rencontre.
Mais elle finit en disant que s’il voit une particularité en elle, c’est seulement dû à Dieu qui a fait la femme depuis l’homme, pour qu’ils fussent servis par elles, et elles aimées d’eux. La Response se conclut sur ses mots :
« Et pour che que j’ai entendu par vous que on ne set qui bons est ne qui mauvais, si couvient que on se gart de tous ; et je si ferai, tant que par raison merchis ara son lieu ; dont il m’est avis que qui le cose ne veut faire, mout i a de refuis. Et che soufisse a bon entendant. »

## Éditions du Bestiaire d'amour
- Le Bestiaire d’Amour et la Response du Bestiaire (vers 1250). Édition bilingue. Publication, traduction, présentation et notes par Gabriel Bianciotto. Éditions Honoré Champion, 2009. 1 vol., 432 p., broché, 12,5 x 19 cm,  (ISBN 978-2-7453-1832-9).

## Pour approfondir